# 그로트리안 도표

수소의 그로트리안 도표.

그로트리안 도표(Grotrian diagram)는 원자의 에너지 준위 사이의 에너지 천이를 나타내는 그림이다. 한 개의 전자 또는 복수의 전자에 대하여 나타낼 수 있다.  1928년 발터 그로트리안이 논문 〈원자가전자 1, 2, 3인 원자 및 분자 분광의 도식적 표현〉(Graphische Darstellung der Spektren von Atomen und Molekülen mit 1, 2 und 3 Valenzelektronen)에서 처음 사용했다.